# USS 프리덤 (LCS-1)
USS 프리덤(LCS-1)은 미 해군의 차세대 스텔스 고속함이다. 스텔스 형상을 띠고 있으며 결코 만만찮은 무장으로 중무장한 강력한 함정이다. 만재 배수량은 3,900톤으로 일본의 아부쿠마급이나 한국의 광개토대왕급과 맞먹거나 더 큰 함정으로 볼 수 있다. 그런데도 시속 80km가 넘는 높은 속력을 내는 고속함이다.

## 보유국
- 미국 - 10척 도입

## 무장
- 레이다

프리덤함은 우수한 주포와 미사일, 뛰어난 레이다등을 무장하고 있다. 프리덤함에 탑재된 레이다 EASD TRS-3D (AN/SPS-75)는 다차원 해상 레이다로, 록히드마틴이 LCS 프로젝트에서 채택한 레이다다. C-밴드 (NATO G-밴드)의 전자식 레이다다.
- 주포

Bofors 57 mm 주포를 채택했다. Mk 110 57mm 주포는 스웨덴이 개발한 주포로 1966년부터 쭉 생산된 베스트셀러 함포다. 스웨덴의 군수 제조사Bofors사가 개발했으며 Mark 1: 1964, Mark 2: 1981, Mark 3: 1995 에 걸쳐 발전 및 개선되어왔다.
- 부포

부무장으로는 Mk44 30mm 부포가 있다. 미국이 개발한 대포로서 10개국 이상의 국가들에서 군함,탱크등에 다양하게 쓰이는 부포다. 미 해군의 수송함인 샌 안토니오급 수송함도 이 부포로 무장하고 있다.
- 근접방어체계

근접방어체계로는 램이 있다. 24발의 미사일을 무장중이다. RIM-116 램은 대당 가격이 10억원이며 무게는 5.7톤이다.

## 같이 보기
- USS 인디펜던스(LCS-2) 스텔스 고속함
- 라파예트급 호위함
- 광개토대왕급 구축함
- 아부쿠마급 호위함